# Populorum progressio
Populorum progressio (latín: El desarrollo de los pueblos) es la carta encíclica del papa Pablo VI promulgada el 26 de marzo de 1967. 

## Estructura
Encíclica dirigida a consagrados, laicos y personas de buena voluntad. Consta de un preámbulo [1-5] y dos partes:
1. Por un desarrollo integral del hombre [6 - 42]
2. El desarrollo solidario de la humanidad [43 - 87]

La encíclica está dedicada a la cooperación entre los pueblos y al problema de los países en vías de desarrollo. El papa denuncia que el desequilibrio entre países ricos y pobres se va agravando, critica al neocolonialismo y afirma el derecho de todos los pueblos al bienestar. Además presenta una crítica al capitalismo y al colectivismo marxista. Finalmente propone la creación de un fondo mundial para ayudar a los países en vías de desarrollo.
Es una de las más famosas e importantes de Pablo VI aun cuando en su momento fue objeto de debates (por ejemplo, en cuanto al derecho de los pueblos a rebelarse incluso con la fuerza contra un régimen opresor) y críticas por parte de los ambientes más conservadores. La encíclica motivó la fundación del movimiento MSPTM (Misioneros Siervos de los Pobres del Tercer Mundo)

La propiedad privada no constituye para nadie un derecho incondicional y absoluto. No hay ninguna razón para reservarse en uso exclusivo lo que supera a la propia necesidad, cuando a los demás les falta lo necesario.
Populorum Progressio, núm. 23

### El desarrollo solidario de canavese
En esta primera parte se establece el marco contextual: se describen los "datos del problema" [6 - 11], se habla de la acción de la Iglesia respecto al desarrollo [12 - 21] y de acciones que deben ser emprendidas por la sociedad mundial [22 - 42].
Se habla del "neocolonialismo" como la causa que en ese momento generaba injusticia entre países, pues, si bien se da una independencia de los pueblos respecto a sus colonizadores, sin embargo, se continuaba dando una dependencia injusta de estos respecto de los países ricos. 
Se expresa en la encíclica la preocupación que causa ver cómo los países más pobres se van distanciando cada vez más de los países ricos, que se aprovechan de los recursos sin permitirles entrar en una igualdad real.
Otro punto a destacar es la valoración de la industrialización del trabajo, pero la crítica al capitalismo liberal que olvida al trabajador para centrarse en la producción de riqueza.
También se habla sobre la necesidad de unir la idea de progreso no solo a la economía sino al reconocimiento de la dignidad del ser humano y a su desarrollo integral, incluido el espiritual.
Se subraya el peligro que se genera al querer los países ricos imponer un control sobre los países pobres y condicionar la ayuda en función de la obediencia a este control y que esto sucede en el campo económico e incluso demográfico 
“Es, pues, grande la tentación de frenar el crecimiento demográfico con medidas radicales”.Populorum Progressio, (37).
Se rechaza la violencia como tentación y se advierte que esta puede llegar a convertirse en revolución en casos de ataque a las personas muy graves y continuados, si bien no se la justifica sino en casos de defensa necesaria (habría que añadir, y "sin alternativa posible" para comprender bien lo que la encíclica quiere expresar). Así leemos en la encíclica:

“Tentación de la violencia: Es cierto que hay situaciones cuya injusticia clama al cielo. Cuando poblaciones enteras, faltas de lo necesario, viven en una tal dependencia que les impide toda iniciativa y responsabilidad, lo mismo que toda posibilidad de promoción cultural y de participación en la vida social y política, es grande la tentación de rechazar con la violencia tan grandes injurias contra la dignidad humana.
Revolución: Sin embargo, como es sabido, la insurrección revolucionaria —salvo en caso de tiranía evidente y prolongada que atentase gravemente a los derechos fundamentales de la persona y dañase peligrosamente el bien común del país— engendra nuevas injusticias, introduce nuevos desequilibrios y provoca nuevas ruinas. No se puede combatir un mal real al precio de un mal mayor.”
Populorum Progressio, núm. 30-31

### Por un desarrollo integral del hombre
Invitación a los países ricos a ayudar a los pobres de forma no interesada a través de programas concertados y de la constitución de un foro mundial de ayuda a los países pobres. 
Para evitar que las ayudas de los países ricos pongan condiciones a los países pobres se propone crear un programa de colaboración fruto del acuerdo internacional.
En Populorum Progressio se concreta que, para evitar que los países pobres puedan buscar ayudas de manera injustificada, a los países que ayuden “se les podrán dar garantías sobre el empleo que se hará del dinero, según el plan convenido y con una eficacia razonable, puesto que no se trata de favorecer a los perezosos y parásitos. Y los beneficiarios podrán exigir que no haya injerencias en su política y que no se perturbe su estructura social” ayudando precisamente a las personas que tienen más necesidad “a quienes hay que convencer que realicen ellos mismos su propio desarrollo y que adquieran progresivamente los medios para ello”.
Se critica el liberalismo económico que no tiene en cuenta la desigualdad entre países pobres y ricos y se invita a superar estas desigualdades a través de pactos internacionales que procuren una real justicia de trato con quien está en peor situación industrial y tiene más dificultades.
Se critica el nacionalismo y el racismo como posibles obstáculos que pueden generar que no se de verdadera preocupación solidaria por el resto de países.
En el Llamamiento final de la Encíclica se invita a una real conversión de los corazones desde la oración, situando el problema que existe a nivel mundial como una cuestión que nace de cada individuo y del egoísmo individual. Asimismo, se sugiere la necesidad de constituir una autoridad mundial que pueda coordinar los esfuerzos para conseguir que los países pobres tengan un nivel de vida mínimamente digno.
Se finaliza invitando a la acción concreta para poner en marcha estas medidas de ayuda de unos hacia otros.